# Adam Ladik
Adam Ladik (ur. 30 sierpnia 1947) – jugosłowiański lekkoatleta, średniodystansowiec.
Zdobył brązowy medal w sztafecie 3 × 1000 metrów (która biegła w składzie: Radovan Piplović, Slavko Koprivica i Ladik) na europejskich igrzyskach halowych w 1969 w Belgradzie.
Rekord życiowy Ladika w biegu na 800 metrów wynosił 1:49,6 (ustanowiony 27 czerwca 1971 w Sarajewie).